# Coomonte
Coomonte es un municipio y localidad española de la provincia de Zamora, en la comunidad autónoma de Castilla y León. El término municipal tiene una población de 179 habitantes (INE 2024).

## Geografía
El municipio está formado por un solo núcleo de población y su término se encuentra situado en el límite norte de la provincia de Zamora. Limita al norte con Alija del Infantado (León), al sur con Santa María de la Vega, al este con Maire de Castroponce y al oeste con Villaferrueña.

## Historia

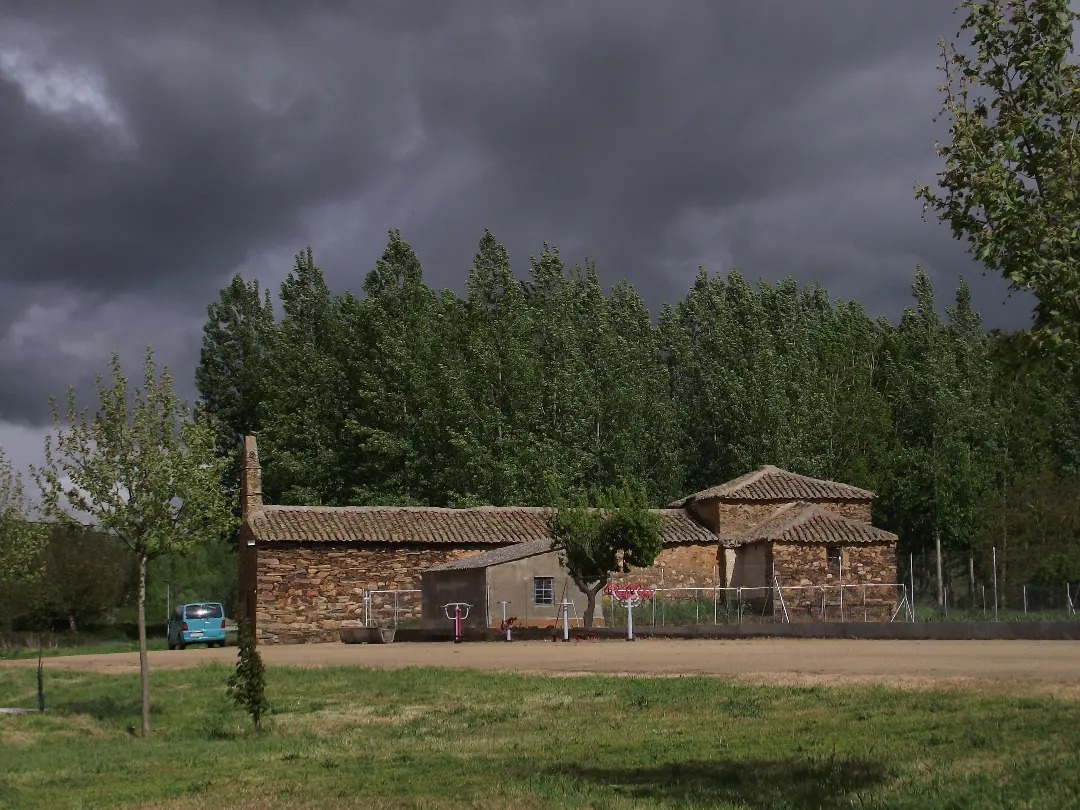
Ermita de San Marcos Evangelista

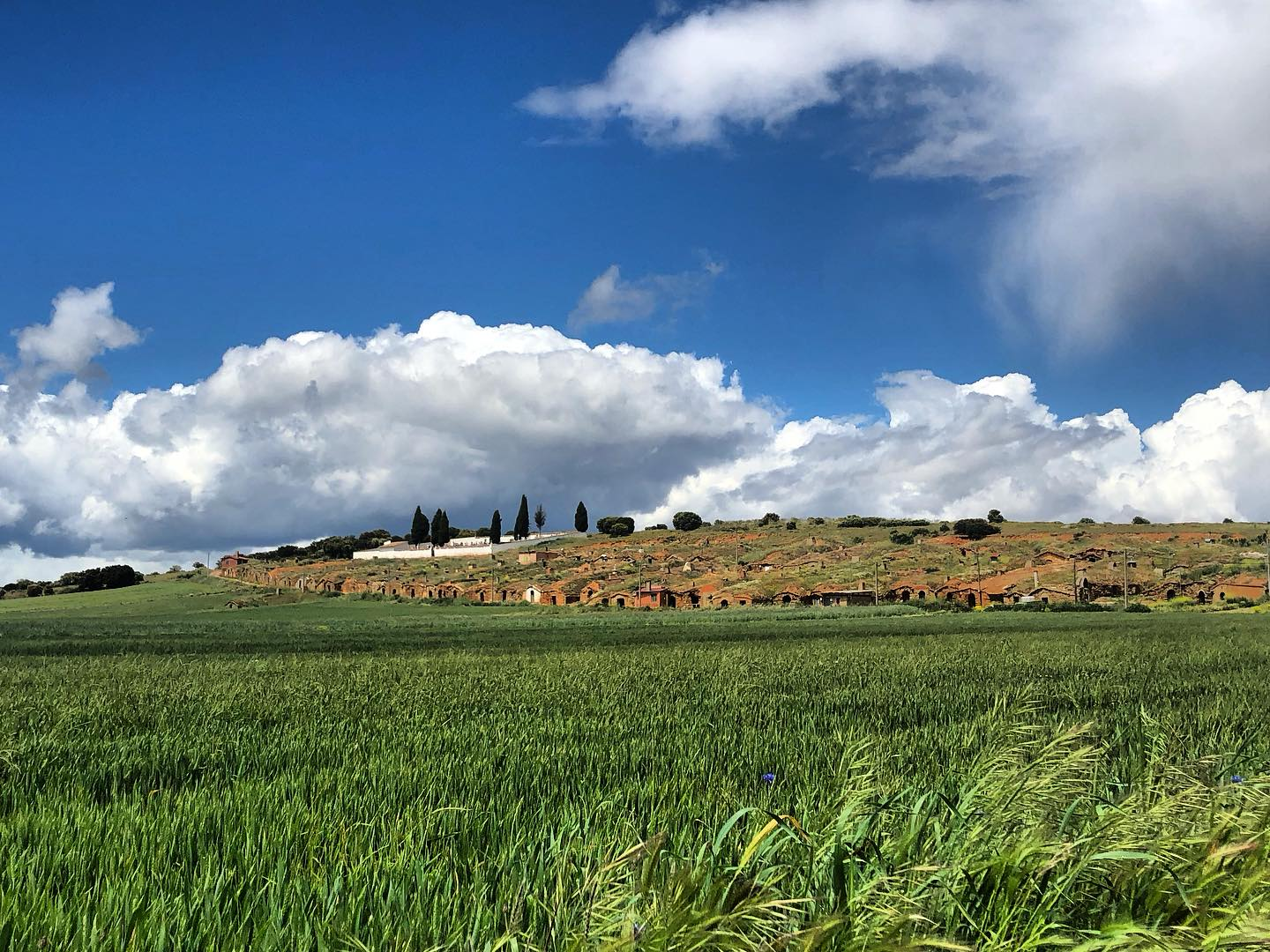
Al fondo, las bodegas o "cuevas" de Coomonte

Las primeras referencias escritas sobre Coomonte datan de principios o mediados de la Baja Edad Media, haciendo referencias a la iglesia de San Juan, sus párrocos y a donaciones al monasterio de Nogales. Ya en los siglos XIV y XV se habla en varios documentos del concejo de Coomonte.
En el siglo XVI el concejo contrató al pintor Juan de Holanda para la elaboración del altar mayor de la iglesia parroquial. A lo largo del siglo XVI hombres de armas de Coomonte participaron en las guerras del rey, como demuestran las levas hechas en 1580 para luchar en Portugal a favor de Felipe II.
En el siglo XVII se sabe de una crecida del caudal del Órbigo que causó desgracias y mermó la población a menos de la mitad. Además, se registran varios pleitos de hidalguía.
El Catastro de Ensenada, de a mediados del siglo XVIII, también aporta importantes referencias históricas. Entre otras cosas, informa de la existencia en la localidad de catorce bodegas particulares (hoy en día son muchas más), una taberna, varios jornaleros, profesionales, labradores, miles de ovejas e, incluso, un tamborilero.
Durante la invasión napoleónica, a inicios del siglo XIX, fue incendiada la iglesia, volado el ojo mayor del puente de La Vizana desde el teso y recuperada del río la estatua de San Marcos.
Por otro lado, a lo largo de la Edad Moderna, Coomonte había estado integrado en la provincia de León, tal y como recoge en el siglo XVIII Tomás López en Mapa geográfico de una parte de la Provincia de León. No obstante, al reestructurarse las provincias y crearse las actuales en 1833, Coomonte pasó a formar parte de la provincia de Zamora, manteniendo la adscripción a la Región Leonesa, la cual, como todas las regiones españolas de la época, carecía de competencias administrativas, siendo adscrito en 1834 al partido judicial de Benavente. De esta manera, Coomonte se constituyó como municipio independiente de Alija del Infantado, a cuya jurisdicción había estado ligado desde antiguo. A finales del siglo XIX, ya existían en Coomonte escuelas de primeras letras.
A lo largo del siglo XX el desarrollo económico, social y urbanístico fue similar al de los pueblos del entorno (alumbrado público, calles pavimentadas, descontrol en la construcción de viviendas con la introducción de materiales y formas ajenas al entorno) desdibujando, en cierto modo, la visión de pueblo tradicional, pero conservando su espíritu ancestral. Tras la constitución de 1978, Coomonte pasó a formar parte en 1983 de la comunidad autónoma de Castilla y León, en tanto municipio integrado en la provincia de Zamora.

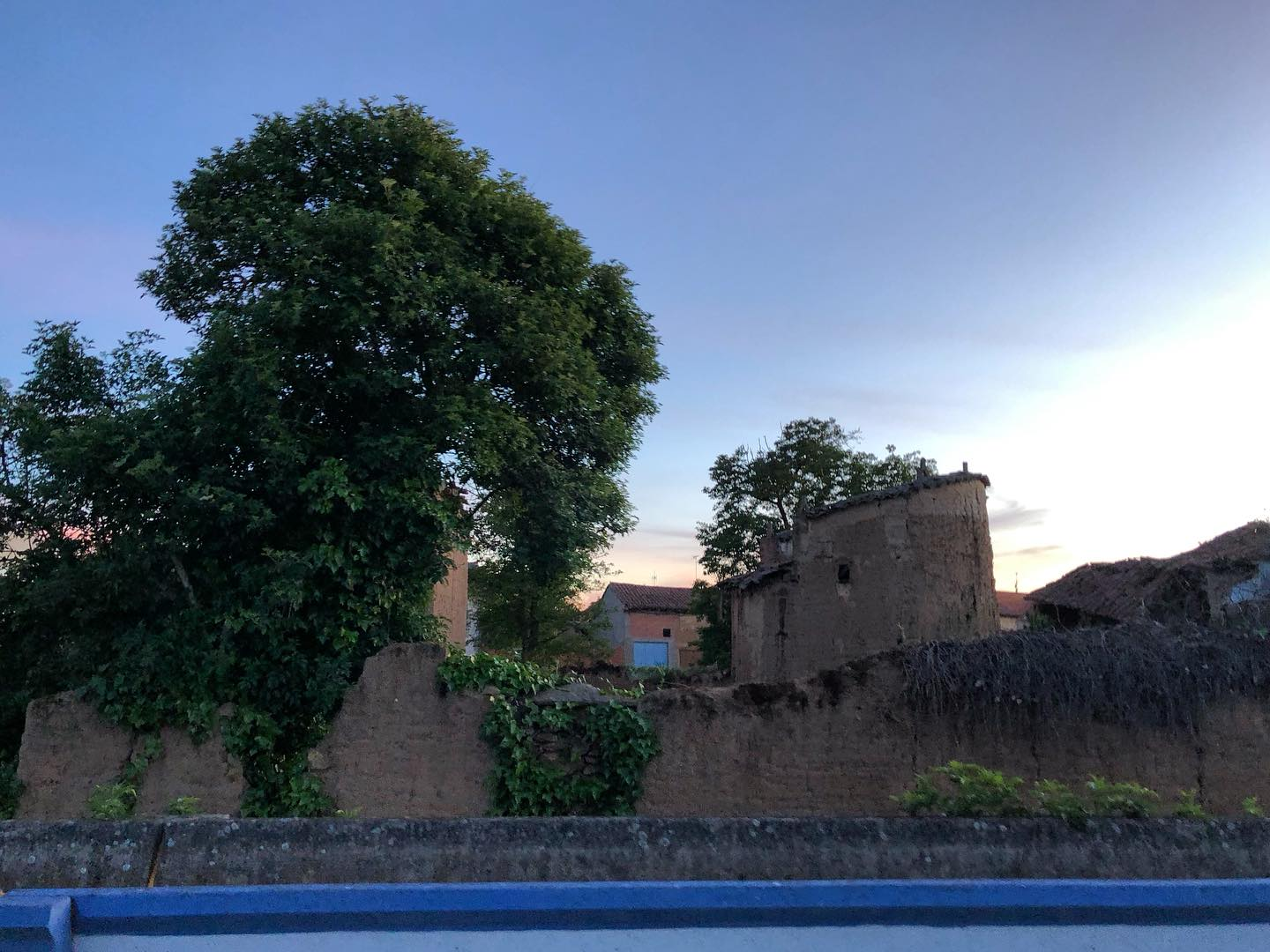
Palomar de barro en Coomonte

## Demografía
Cuenta con una población de 179 habitantes (INE 2024).

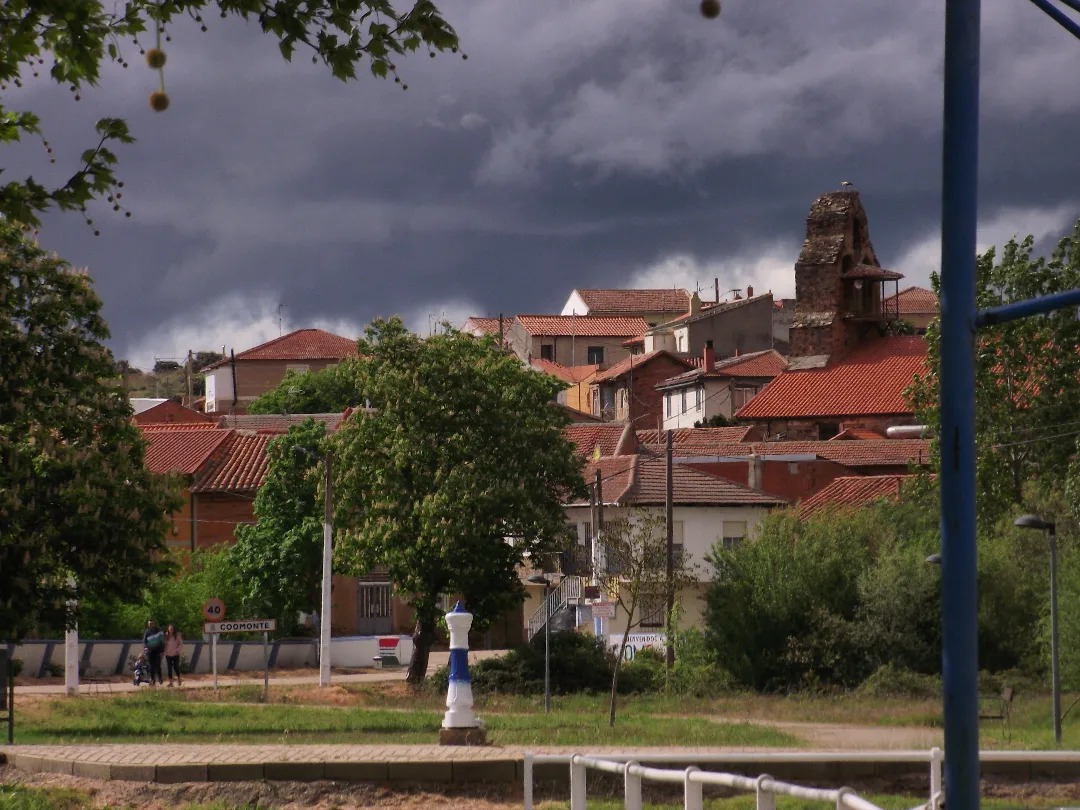
Vista de Coomonte desde el parque de la Ermita

| Gráfica de evolución demográfica de Coomonte entre 1842 y 2021                                                        |
| |
| Población de derecho según los censos de población del INE. Población de hecho según los censos de población del INE. |

## Alcaldes

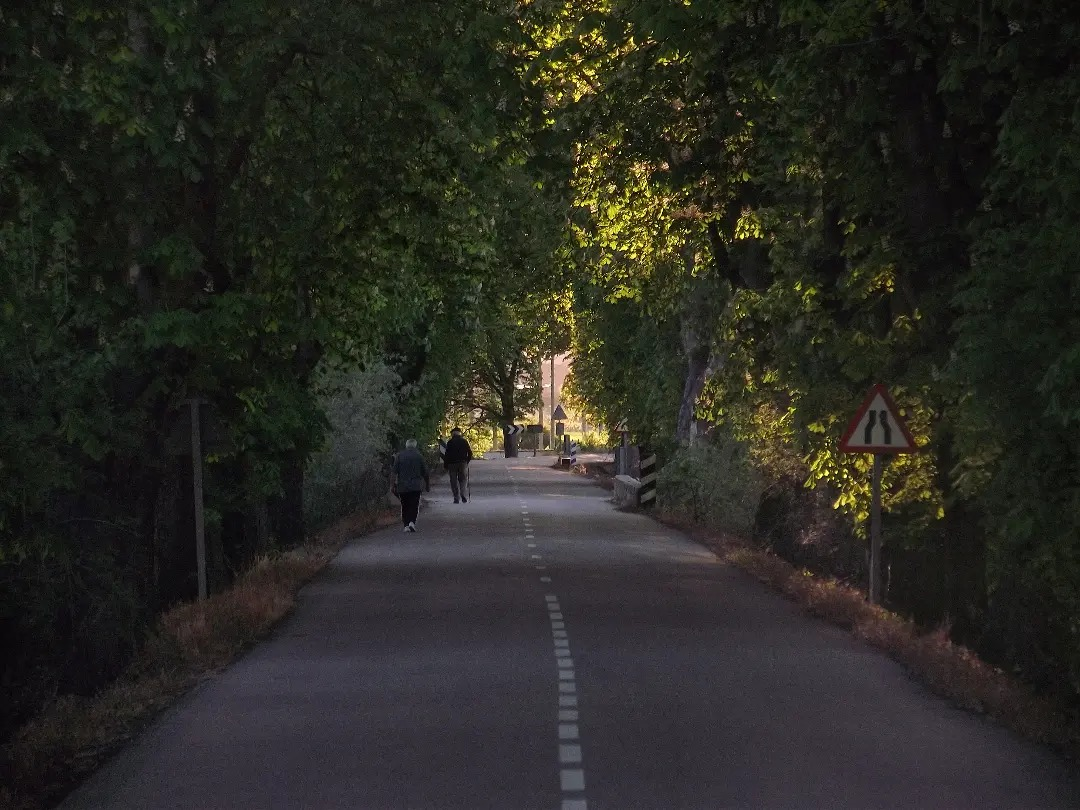
La entrada a Coomonte por la carretera ZA-P-2553 está flanqueada por dos hileras centenarias de castaños de Indias

| Periodo   | Nombre del alcalde                     | Partido político |
| --------- | -------------------------------------- | ---------------- |
| 1979-1982 | José Morán Miguélez                    | UCD              |
| 1982-1983 | Manuel Ortiz Martínez                  | UCD              |
| 1983-1987 | Andrés Peñín Martínez                  | AP               |
| 1987-1991 | Magín Rebordinos Panchón               | PP               |
| 1991-2011 | Mateo José Otero Rubio                 | PP               |
| 2011-2023 | Magín Rebordinos Morán                 | PP               |
| 2023-     | Maximiliano Federico Velicias Baladrón | XCM              |

## Patrimonio
La iglesia de San Juan Bautista, de planta basilical, con tres naves, terminados en tres ábsides de forma rectangular, con un altar en cada uno. Del primer ábside, situado en la zona noreste de la iglesia, sale una puerta hacia la sacristía, el altar de este ábside es barroco, con gran decoración y en el centro una imagen de la Virgen. En el ábside principal se encuentra el altar mayor con el sagrario y la imagen de San Juan Bautista en su centro, una enorme decoración, y cuadros donde se recuerda la vida del patrón. En el tercer ábside encontramos de nuevo una imagen de la Virgen en un retablo decorado y con columnas. El techo de los dos ábsides laterales es una bóveda de aristas, con escasa decoración, mientras que el ábside central, está cubierto por una gran cúpula circular, sujeta por pechinas, en cada una de las cuales hay pinturas que evocan la vida de algunos santos. El resto de la iglesia cuenta con un techo de madera, oculto tras un falso techo colocado en los años 80 del siglo XX. En la zona del oeste de la iglesia, topamos en la nave sur con la puerta de entrada al templo, que está frente a un retablo barroco situado en la pared de la nave norte, dicho retablo tiene columnas corintias, con sus capiteles de hojas de acanto y volutas, con la cruz de Cristo en el centro sujeta sobre un fondo donde aparecen pintados San Juan y la Virgen. El retablo lo remata una muy decorada cornisa clásica y dos adornos de volutas sobre un centro que tiene un frontón triangular clásico, como el utilizado por griegos y romanos. Por una escalera se puede acceder al coro, sito en la zona oeste de la nave central, mientras que debajo de este hay unas puertas por las que se accede a un cuarto cerrado y en el oeste de la nave sur se accede a otro cuarto, que tiene una ventana al exterior.

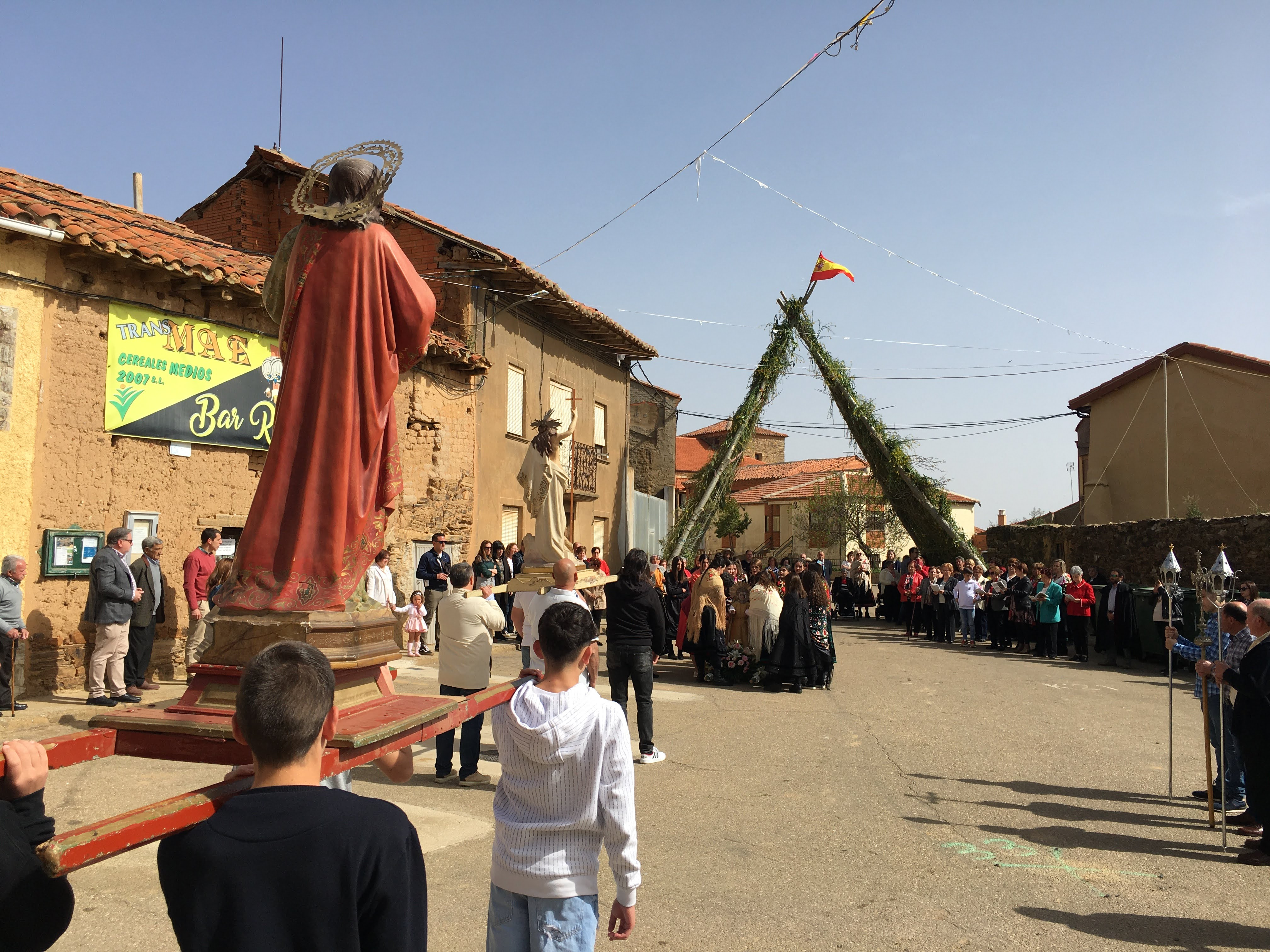
Procesión de Semana Santa. Domingo de Resurrección. El Encuentro junto al arco de Pascua.

Las vigas del oeste de la iglesia (todo lo que no son los ábsides), son sujetadas por cuatro grandes arcos formeros de piedra, revestidas en la actualidad de yeso, y esta zona está separada de los ábsides por tres arcos fajones, el de la nave lateral del norte es apuntado, mientras que los otros dos son de medio punto. Por fuera predomina un estilo más bien románico, con una torre en espadaña, tres campanas, torre cimborrio para cubrir la cúpula, y la piedra es mampostería colocada irregularmente, pero bien asentada y lisa si miramos la pared a la larga. La nave sur está reforzada con cuatro contrafuertes, mientras que a la entrada hay un patio desde el que se accede a la calle, a la iglesia o al cementerio. En dicho patio hay jardines y una cruz datada de 1763.
La ermita de San Marcos, junto al antiguo cauce del río Órbigo, donde cuenta la leyenda que apareció la estatua de dicho santo, después de ser arrojada al agua por los franceses durante la guerra de la independencia.